# Luxembourg Institute of Socio-Economic Research

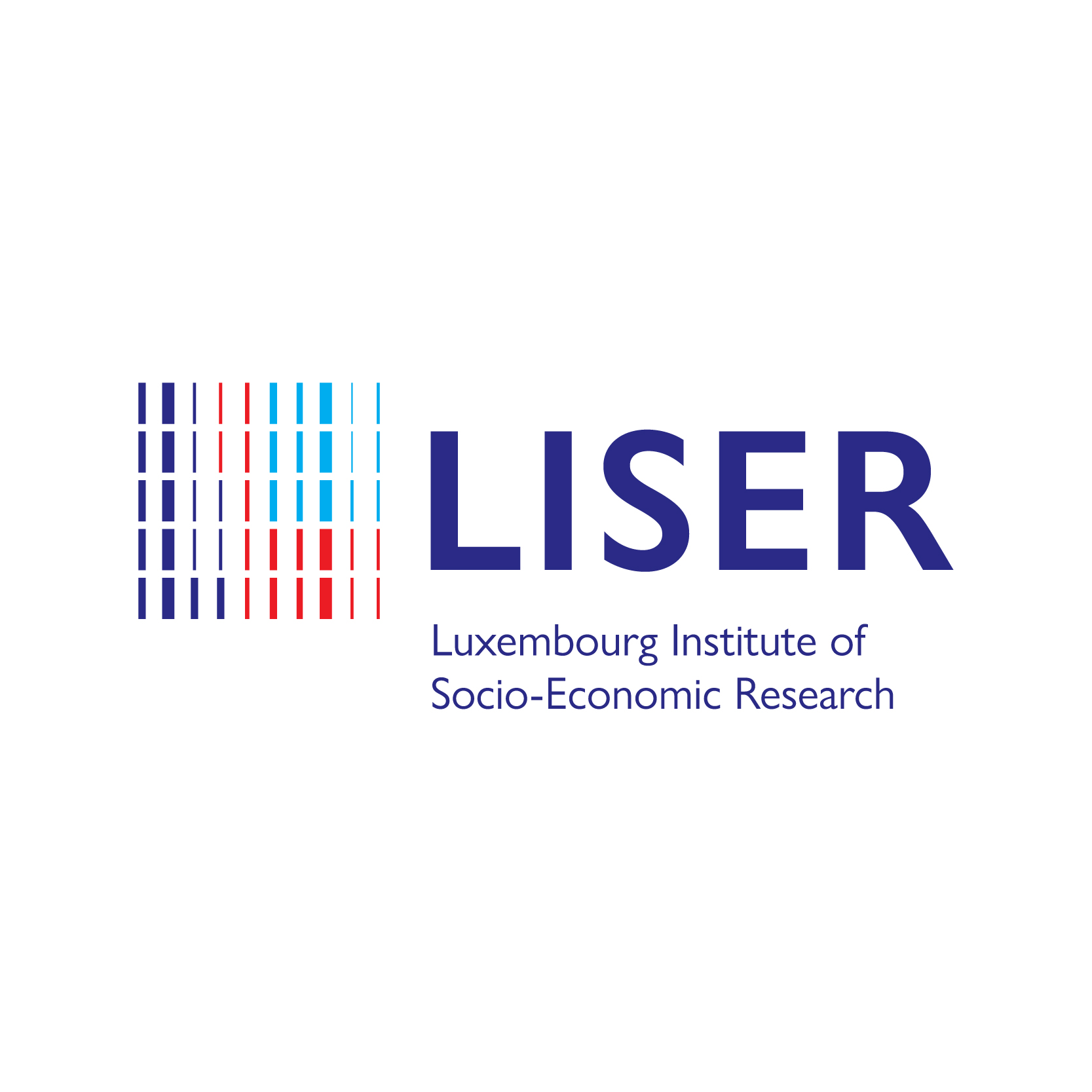
Logo des Luxembourg Institute of Socio-Economic Research

Das Luxembourg Institute of Socio-Economic Research (LISER) in Esch-Belval ist eine öffentliche Einrichtung für Sozialforschung, die seit 1989 selbständig unter Oberaufsicht des Hochschul- und Forschungsministeriums von Luxemburg agiert.
1978 gründete Gaston Schaber zusammen mit sechs weiteren Forschern die Groupe d'étude pour les problèmes de la pauvreté (GEPP), um im Rahmen des ersten EU-Armutbekämpfungsprogramms international vergleichende Studien zur Armut zu betreiben. Sie wurde 1982 zum Ceps, drei Jahre später zum Forschungsinstitut Centre d'études de populations, de pauvreté et de politiques socio-économiques / International Network for Studies in Technology, Environment, Alternatives, Development (CEPS/INSTEAD). Das Institut erhielt 2015 nach einer Gesetzesreform den Namen Luxembourg Institute of Socio-Economic Research (LISER).
Das LISER hat seither wissenschaftliche Kompetenzen in Datenerhebung und Qualitätskontrolle auf diesem Gebiet erworben. Ein besonderer Schwerpunkt ist hierbei die transnationale Vergleichbarkeit der Daten, wozu auch der rege Austausch in internationalen Forschernetzwerken dient.

## Aufgaben
Das LISER stellt sich folgende Aufgaben:
1. Punktuelle und Langzeitstudien über die Bevölkerung, zur Armut und gesellschaftspolitischen Themen durchzuführen
2. nationale und international vergleichende Datenbanken zu erstellen, führen und auszuwerten
3. Analyseinstrumente, Modellwerkzeuge und Simulationen zu entwickeln
4. Informatikwerkzeuge zu entwickeln und zu verbessern
5. interregional und international Netzwerke zu schaffen und unterhalten zum Informationsaustausch über Technologien, Umwelt und Entwicklungsalternativen
6. in Zusammenhang mit den genannten Aufgaben eine entsprechende Postgraduiertenausbildung zu betreiben.

Das angebotene internationale Ausbildungsprogramm IMPALLA führt in Zusammenarbeit mit verschiedenen Universitäten zum Master in Social Policy Analysis, einem höheren akademischen Grad in der vergleichenden Analyse von Gesellschaftspolitik (International Comparative Social Policy Analysis).

## Forschungsbereiche
Das Institut gliedert sich in mehrere Forschungseinheiten.
- Marché du Travail (Arbeitsmarkt)[5]
- Conditions de Vie (Lebensverhältnisse)[6]
- Développement urbain et mobilité (Urbane Entwicklung & Mobilität)[7]